# Lithium (Missouri)
Lithium – wieś w Stanach Zjednoczonych, w stanie Missouri, w hrabstwie Perry.